# ベルヘン・オプ・ゾーム
ベルヘン・オプ・ゾーム（オランダ語: Bergen op Zoom [ˈbɛrɣə(n) ɔp ˌsoːm] ( 音声ファイル)）は、オランダ南部に位置する都市、ないしそれを含むヘメーンテ（基礎自治体）である。

## 歴史

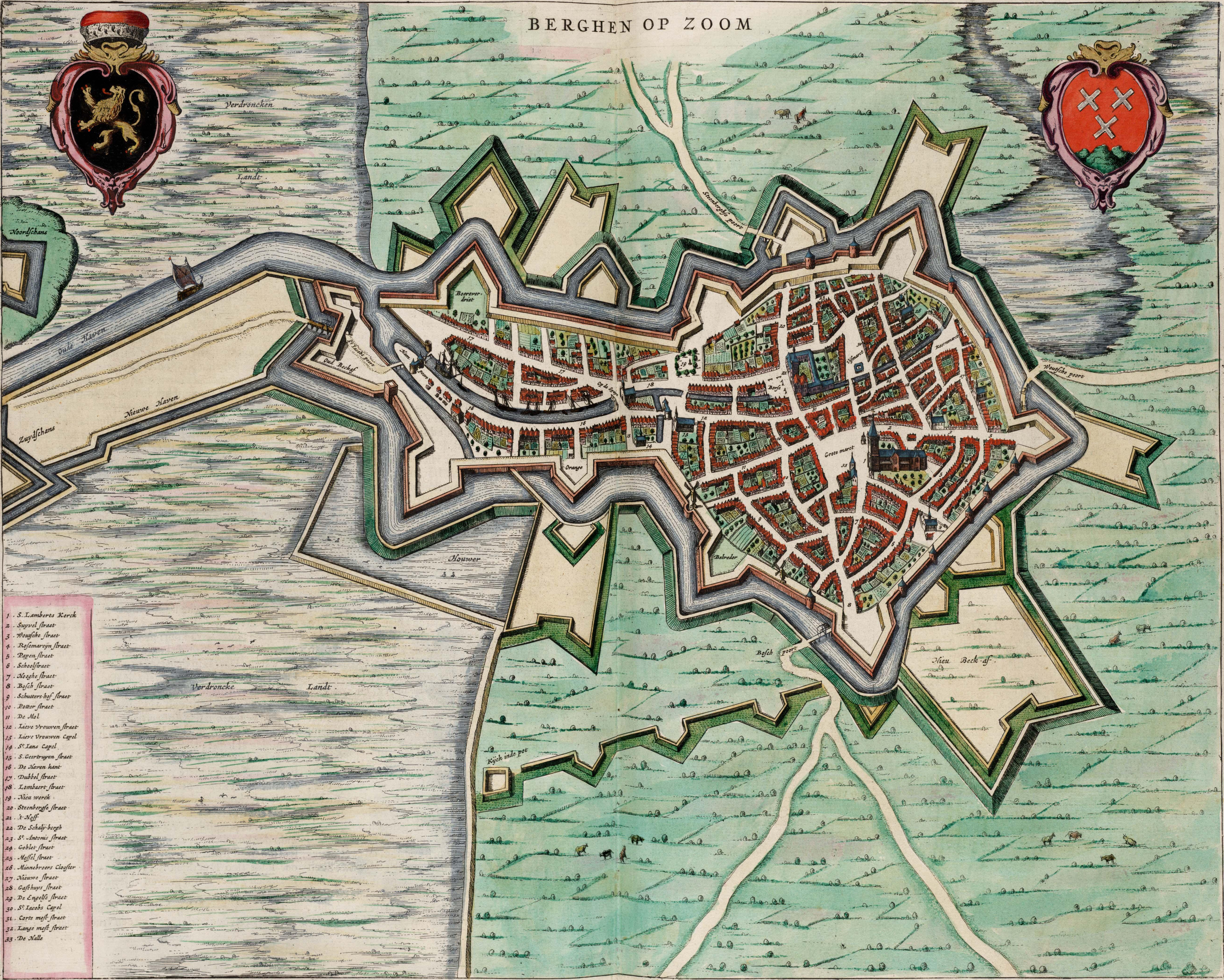
1649年の市街。左側と右上が沼沢地で、スヘルデ川から引かれた運河と堅い防備が確認できる

都市権の取得は1266年のこととされる。1287年に周辺地域もろともブレダから分立して領区となり、1559年に辺境伯領に昇格した。1795年までいくつかの家系が世襲で治めたが、17世紀には肩書きだけの存在となった。
近世初期にネーデルラント連邦共和国屈指の城塞として、主要な武器庫が置かれた。沼沢地と氾濫しやすいポルダーに囲まれていたため、もともと天然要塞としての性格を有していた。包囲軍に港を封鎖されない限り、海からの救援や補給も期待できた。
このような地勢ゆえ、八十年戦争ではオランダ反乱軍の拠点という戦略的要衝となった。1587年のアレッサンドロ・ファルネーゼによる第一次、および1622年のアンブロジオ・スピノラによる第二次包囲はいずれも失敗に終わった。以後、この戦争で街が包囲されることはなかった。
オーストリア継承戦争下の1747年には、フランス軍にみたび包囲された。先立つ17世紀初頭のメンノ・フォン・クーホルンによる防備強化では周囲に3つの砦が築かれ、外堀にはスヘルデ川から運河が引かれた。しかし防衛の第二線を張らなかったことと要塞の不備が災いして、7日間の包囲の末に街は降伏。市街は殲滅され、兵舎では虐殺が起こった。

## ベルヘン・オプ・ゾーム市

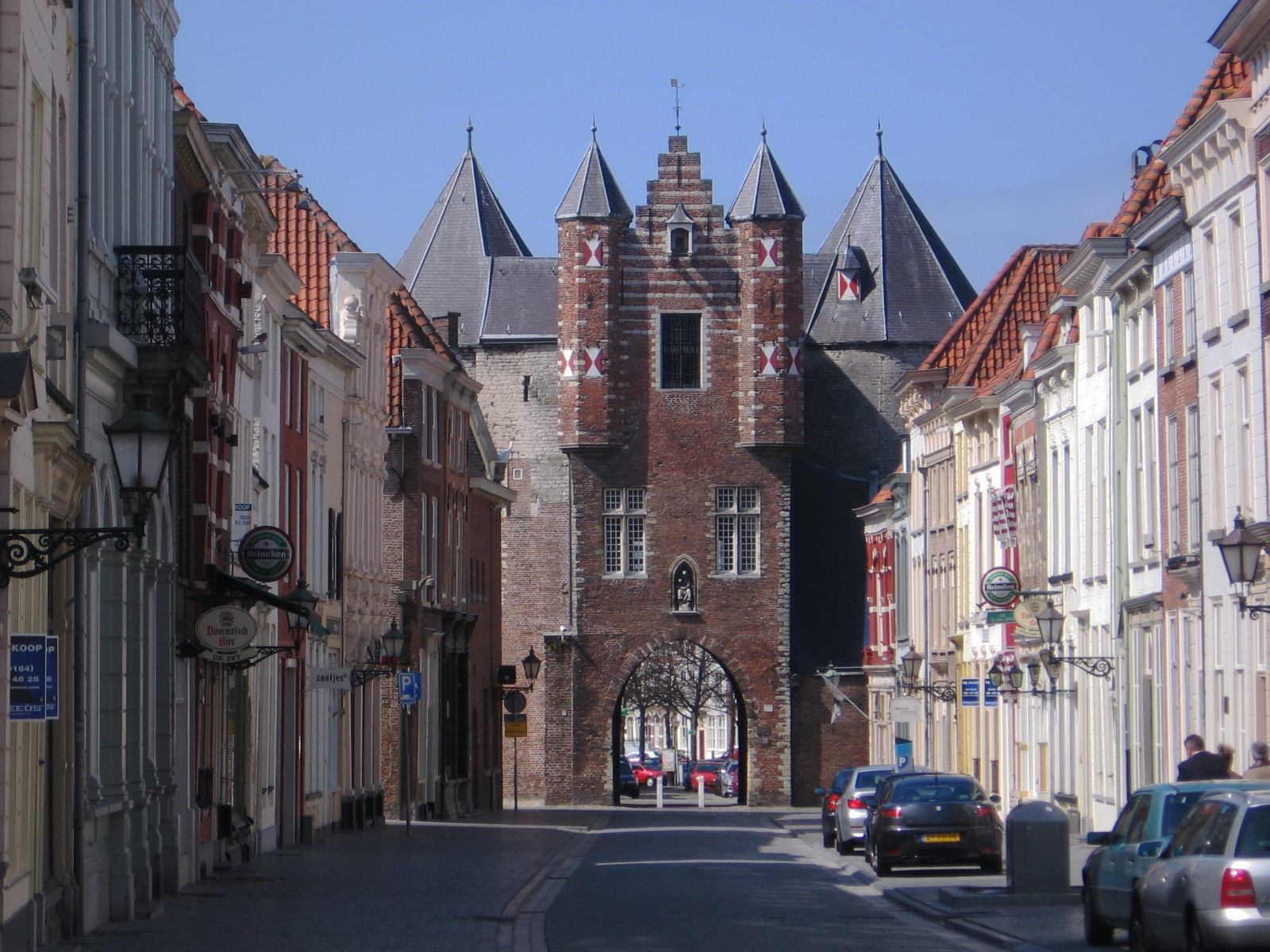
市内最古の史跡であるヘファンヘンポールト

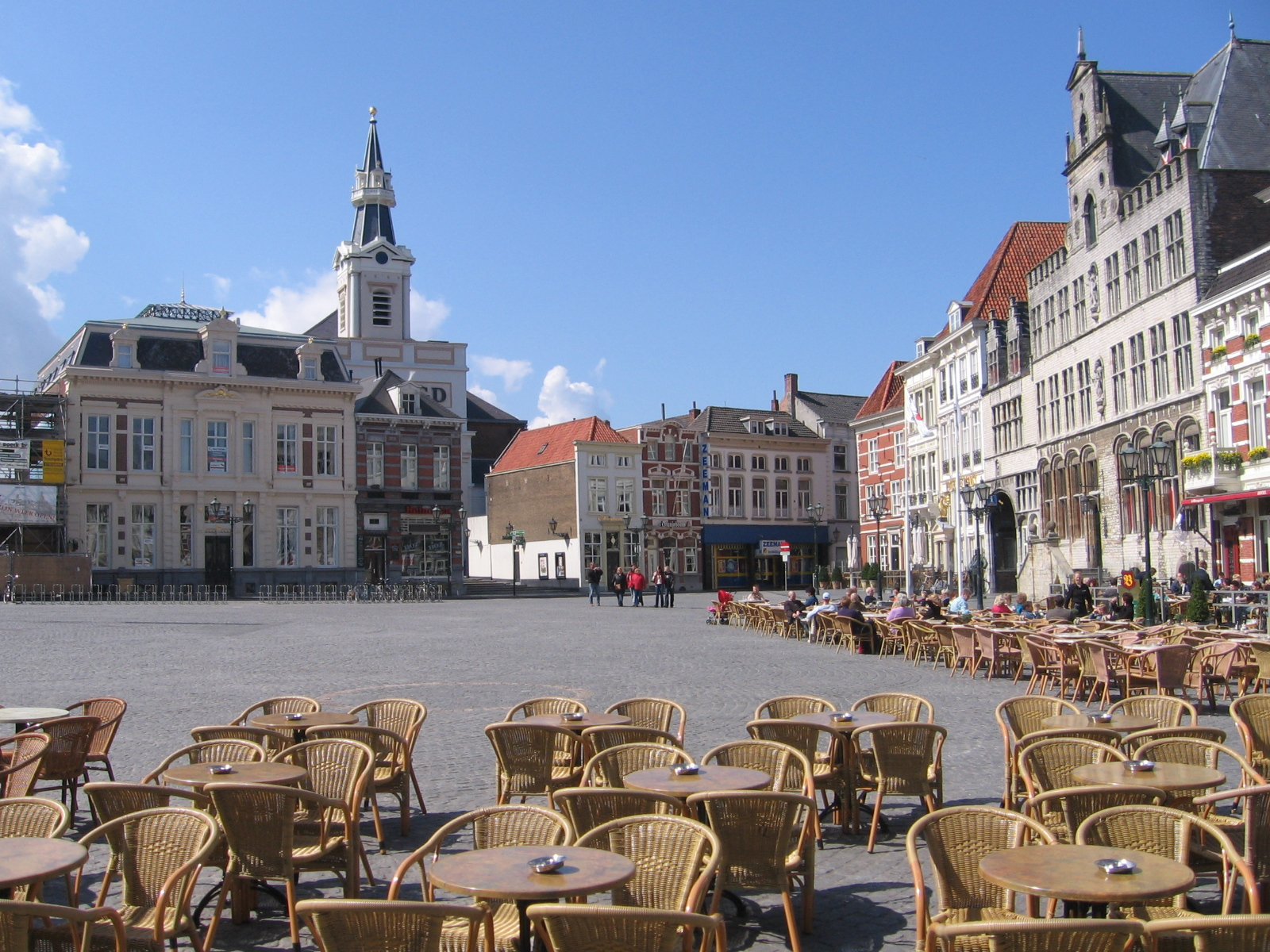
フローテ広場

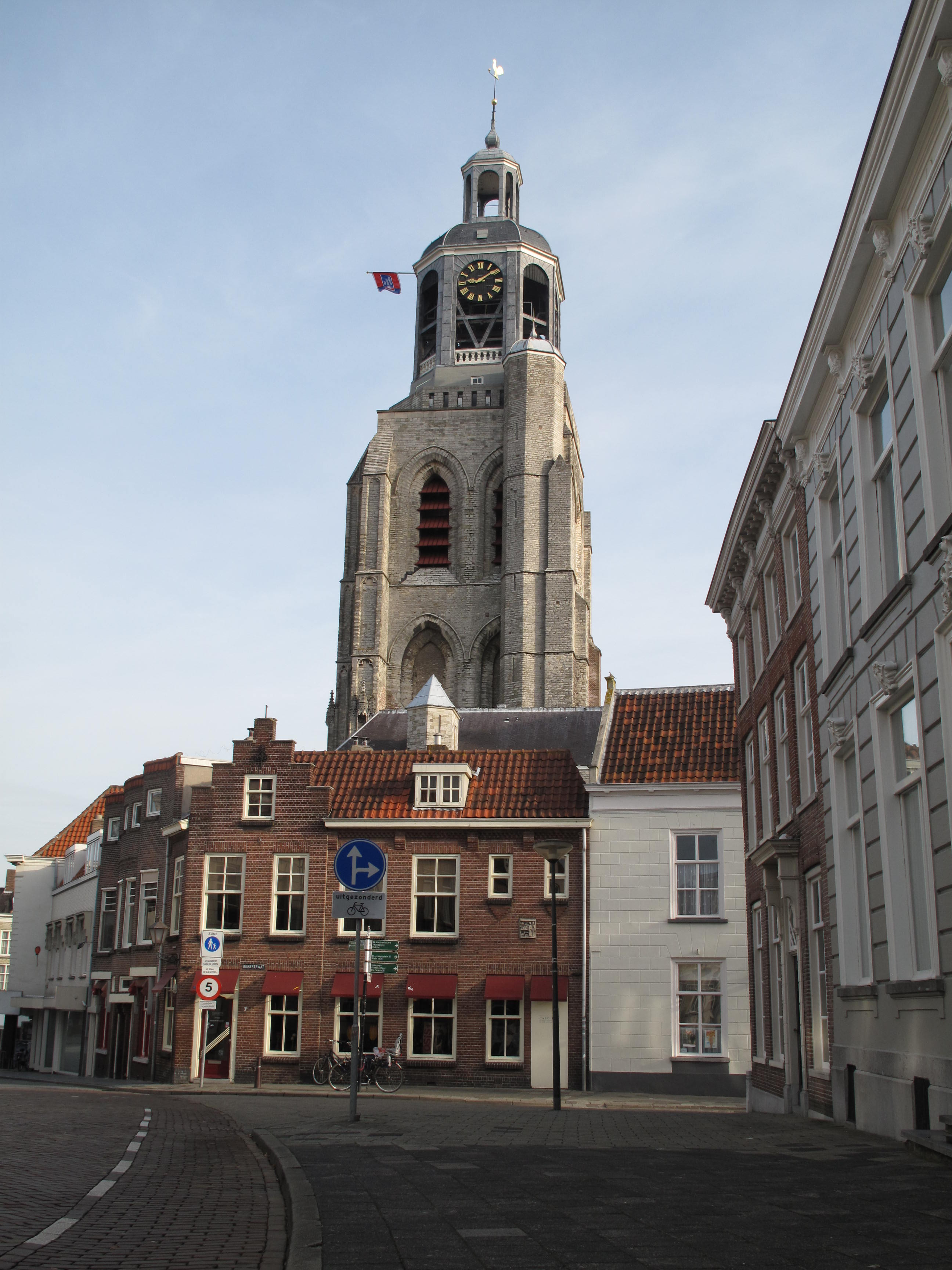
ヘルトルディス教会

15世紀から16世紀のマルキーゼンホフ・ホールは文化センターと博物館になっており、企画展も開かれる。
主な雇用主はSABICイノベーティブ・プラスチックスとフィリップモリスの二社で、いずれも市内に大規模工場を置いている。

## 交通
オランダ鉄道のベルヘン・オプ・ゾーム駅がある。

## ゆかりの芸術家
古来、この地には多くの文化人が居を構えてきた。以下に挙げる人物はその一例である。
- ヤーコプ・オブレヒト（1457年 - 1505年） - 作曲家
- デジデリウス・エラスムス（1466年 - 1536年） - 人文主義者、哲学者、作家
- ロヴェイス・ポルコイン（1511年 - 1573年） - 作家
- アベル・フリンマー（1570年 - 1619年） - 芸術家
- サミュエル・デ・スヴァエフ（1597年 - 1636年） - 印刷工、作家
- ヘラルト・ハウクヘースト（1600年 - 1661年） - 画家
- マルクス・ズーリウス・ボクスホルン（1612年 - 1653年） - 歴史家、作家
- ベルナルドゥス・ボッシュ（1746年 - 1803年） - 政治家、出版業者、作家
- ローデヴェイク・ファン・デイセル（1864年 - 1952年） - 評論家、小説家
- マルゴー・シャルテン＝アンティンク（1868年 - 1957年） - 小説家
- ヴィレム・ファン・ドールト（1875年 - 1922年） - 画家
- A・M・デ・ヨング（1888年 - 1943年） - 政治家、小説家
- アントン・ファン・ドインケルケン（1903年 - 1968年） - 詩人、評論家

## 姉妹都市
- シュチェチネク（ポーランド）